# 情醉
《情醉》是中国大陆女歌手董贞为3D大型多人在线角色扮演游戏《诛仙》所唱的主题歌，作词谱曲董贞，北京小旭音乐文化有限公司制作，收录于专辑《返璞归贞》中。MV由广心水吉执导，朗逸出演陆雪琪，霖逍出演碧瑶，十三出演鬼厉，沈可可出演鬼道小环，俞凯出演张小凡。

## 相关
董贞另一首诛仙题材歌曲是《相思引》。

## 相关歌曲
- 《诛仙恋》
- 《诛仙我回来》
- 《相思引》
- 《爱恨恢恢》
- 《敢不敢爱》
- 《青春不下线》